# Vector de clonació

El plasmidi pBR322 és un dels primers plasmidis utilitzats com a vector de clonació.

Un vector de clonació (en anglès cloning vector) és un petit fragment d'ADN agafat d'un virus o un plasmidi d'una cèl·lula o d'un organisme superior, que es pot mantenir de manera estable en un organisme, i dins del qual es pot inserir un fragment d'ADN forà amb intencions d'aconseguir un clonatge molecular. El vector per tant, conté característiques que permeten, per exemple, si es tracta el vector i l'ADN forà amb un enzim de restricció, enllaçar els fragments junts. Després que un fragment d'ADN hagi estat clonat dins un vector de clonació, pot ser posteriorment subclonat dins un altre vector dissenyat per a un ús més específic.

## Constitució
Tot vector de clonació ha de contenir un origen de replicació, un agent de selecció i un polilligador (polyilinker) o lloc de multiclonació.
L'origen de replicació és la regió que codifica l'inici de la síntesi de DNA, el qual li dona la qualitat de poder replicar-se de manera independent al DNA cromosòmic, ja sigui en un sistema bacterià o en un sistema d'expressió en llevats.
L'agent de selecció són gens continguts en la seqüència del vector, els quals li confereixen característiques addicionals al sistema de clonació (bacteris, llevats, etc.), que permeten la identificació i selecció dels clons recombinants, és a dir, clons que contenen el fragment de DNA d'interès. Exemples d'això són els gens que codifiquen la resistència a antibiòtics, com ho són els de resistència a l'ampicil·lina o la tetraciclina, o per contra, poden ser marcadors metabòlics com el gen Lac Z, que codifica la síntesi de l'enzim beta galactosidasa o marcadors auxotròfics, com ho és el gen que codifica la síntesi d'histidina (molt utilitzat en els sistemes d'expressió i clonació en llevats).
El polilligador o lloc de multiclonació és la regió continguda dins de les seqüències dels gens que codifiquen els marcadors, que contenen múltiples llocs de restricció, és a dir, múltiples llocs de reconeixement per enzims de restricció, que permeten la inserció dels fragments de DNA que es desitja clonar en un sistema.

## Tipus de vectors de clonació
Hi ha molts tipus de vectors de clonació, però els més usats són plasmidis genèticament modificats. La clonació, generalment, primer es fa usant Escherichia coli, i els vectors de clonació en E. coli inclouen plasmidis, bacteriòfags (com el fag λ), cosmidis, i cromosomes bacterians artificials (BACs). Alguns ADN, no obstant això, no es poden mantenir de forma estable a E. coli, per exemple, fragments d'ADN molt grans, i es poden utilitzar altres organismes com el llevat. Els vectors de clonació en llevats inclouen cromosomes artificials de llevat (YACs).
Els vectors que transporten un fragment inserit s'anomenen vectors recombinants.

### Plasmidis
Els plasmidis foren els primers vectors que es desenvoluparen, i encara són àmpliament utilitzats. Aquests vectors provenen de molècules d'ADN de doble cadena extra-cromosòmiques que es troben de manera natural i que se repliquen de manera autònoma dins les cèl·lules bacterianes.

#### pUC18
És un plasmidi molt utilitzat, ja que presenta unes característiques que són molt beneficioses: són derivats del pBR322; és petit, de manera que pot transportar fragments d'ADN relativament grans (de vora 10.000 parells de bases): té un origen de replicació i pot produir fins 500 còpies dels fragments d'ADN inserit per cèl·lula; s'ha modificat perquè presenti moltes seqüències de reconeixement per enzims de restricció que s'han agrupat en una regió anomenadapolilligador  lloc de multiclonació, i permet la identificació senzilla dels plasmidis recombinants, car conté un fragment de gen bacterià lacZ que produeix colònies de color blau, en desdoblar i precipitar el reactiu X-Gal, per mitjà de l'enzim beta-galactosidasa codificada per lacZ. Si hom insereix un fragment d'ADN en el polilligador, s'inactiva aquest gen; l'enzim beta galactosidasa no se sintetitza i, per tant, l'X-gal no precipita i això dona lloc a colònies de color blanc.

### Bacteriòfag lambda
El genoma del fag lambda s'ha cartografiat i seqüenciat completament. Per ser utilitzat de vector, el terç central del seu cromosoma pot ser reemplaçat per ADN exogen, sense que això afecti a la capacitat del fag d'infectar cèl·lules i formar càpsides. Per a clonar ADN utilitzant aquest vector, es purifica l'ADN del fag i es talla amb un enzim de restricció, amb el mateix enzim de restricció tallem el fragment d'ADN d'interès i els unim amb una ADN-ligasa. Els vectors lambda recombinants s'empaqueten in vitro en les càpsides proteiques del fag, i s'introdueixen en cèl·lules hoste bacterianes. Dins dels bacteris, els vectors es repliquen i formen moltes còpies del fag infectiu, portant totes elles el fragment d'ADN d'interès en la clonació. Els vectors fàgics poden transportar fragments de fins a 20 kb (quilobases).

### Cosmidis
Els cosmidis són vectors híbrids utilitzant parts del cromosoma de lambda i de plasmidis. Tenen la seqüència cos del fag lambda, necessària per a l'empaquetament de l'ADN del fag dins de la seva coberta proteica; a més contenen seqüències plasmídiques necessàries per a la replicació i gens de resistència a antibiòtics. Els cosmidis poden transportar gairebé 50 kb d'ADN inserit.

### Cromosoma artificial de llevat (YAC)
Els cromosomes artificials de llevat (YAC, de l'anglès yeast artificial chromosome) tenen telòmers en els seus extrems, un origen de replicació i un centròmer. Aquests components estan units a gens marcadors de selecció i a un grup d'enzims de restricció per inserir ADN exogen. Aquests cromosomes artificials de llevat permeten clonar grans trossos d'ADN, de 100 a 1000 kb.

### Cromosoma artificial bacterià (BAC)
Els cromosomes artificials de bacteris (BAC, de l'anglès bacterial artificial chromosome) estan basats en el plasmidi de fertilitat (factor F) de bacteris. És el més utilitzat. El factor F és un plasmidi que es replica independentment i que transfereix informació genètica durant la conjugació bacteriana. Els BAC són circulars i molt estables, de manera que no es trenquen. Tenen una mida de 100 kb i poden transportar inserits d'entre 100 i 300 kb. Només permeten una còpia del cromosoma per cèl·lula.

### Fagemidis
Un fagemidi és una barreja entre un fag filamentós (l'exemple típic són els fags M13) i un plasmidi.